# アイトール・カランカ
アイトール・カランカ・デ・ラ・ホス（Aitor Karanka de la Hoz, 1973年9月18日 - ）は、スペイン王国ビトリア＝ガステイス出身の元サッカー選手、現サッカー指導者。現役時代のポジションはディフェンダー。

## 経歴

### 選手時代
デポルティーボ・アラベスでプレーをしたカランカは、1991年にビルバオ・アスレティックでプロデビューした。1993年、ユップ・ハインケスによってトップチームに引き上げられ、リーガ・エスパニョーラに118試合出場した。1997年からは、レアル・マドリードにて再びハインケスの元でプレー。2002年からは再びアスレティック・ビルバオへ戻った。2006年にはアメリカへと渡り、コロラド・ラピッズでもプレーした。
1996年のアトランタオリンピックにスペイン代表として出場したほか、バスク代表としても6試合出場した。また、U-21欧州選手権に1994年大会、1996年大会と2度出場。それぞれ3位、準優勝となった。しかし、スペインフル代表での出場はUEFA EURO '96予選のアルメニア戦1試合のみにとどまった。

### 指導者
現役引退後の2008年から2010年まではスペインU-16代表の監督をしており、2010年にジョゼ・モウリーニョが監督に就任したばかりの古巣レアル・マドリードのアシスタントコーチに就任。モウリーニョの右腕として薫陶を受け、時には会見を欠席したモウリーニョに代わって会見に出席するなど公私に渡って良好な関係を築いた。2013年にモウリーニョがレアル・マドリード監督を退任すると自身もアシスタントコーチから退任、モウリーニョが古巣チェルシー復帰した際には再びアシスタントコーチ就任を打診されたが、監督として独り立ちするべくこれを固辞した。
2013年11月、チャンピオンシップ（イングランド2部）のミドルズブラFCの監督就任が発表された。カランカはクラブ史上初の外国人監督となった。カランカが就任した当時のミドルスブラはリーグ戦20位で3部降格も囁かれていたが、チームを立て直し、残留に導いた。翌2014-15シーズンはモウリーニョ譲りの堅牢な守備を構築して、リーグ戦4位で昇格プレーオフに進んだが惜しくも昇格を逃した。2015-16シーズンも堅牢な守備陣は好調でリーグ優勝のバーンリーFCを下回る失点31でリーグ2位となり、8年ぶりのプレミアリーグ昇格に導いた。しかし昇格した1年目の2016-17シーズンは序盤から下位に低迷し、特に2017年に入ってからはリーグ戦で未勝利が続き、第27節終了時点で4勝10分13敗で降格圏に入ったことから2017年3月16日、成績不振により解任された（その後、ミドルズブラは降格が決定）。
2022年4月、成績不振で解任されたルベン・トレシージャの後任として、グラナダCFの監督に就任。17位で6試合しか残されていないチームの1部残留を目指したが、残留は果たせなかった。
2023年1月4日、マッカビ・テルアビブFCの監督に就任した。

## エピソード
- 弟のダビドもサッカーをしており、ポジションはFWであった。彼もビルバオのトップチームで8試合に出場した経験を持つが、キャリアの大半を2部や3部リーグで過ごした。

## 監督成績
2023年5月20日現在
| クラブ                     | 就任           | 退任          | 記録 | 記録 | 記録 | 記録 | 記録   |
| クラブ                     | 就任           | 退任          | 試   | 勝   | 分   | 敗   | 勝率 % |
| -------------------------- | -------------- | ------------- | ---- | ---- | ---- | ---- | ------ |
| ミドルズブラ               | 2013年11月13日 | 2017年3月11日 | 171  | 80   | 42   | 49   | 046.78 |
| ノッティンガム・フォレスト | 2018年1月8日   | 2019年1月11日 | 52   | 16   | 19   | 17   | 030.77 |
| バーミンガム・シティ       | 2020年7月31日  | 2021年3月16日 | 38   | 8    | 11   | 19   | 021.05 |
| グラナダ                   | 2022年4月18日  | 2022年11月8日 | 21   | 8    | 7    | 6    | 038.10 |
| マッカビ・テルアビブ       | 2023年1月4日   | 2023年6月25日 | 23   | 12   | 7    | 4    | 052.17 |
| 通算                       | 通算           | 通算          | 305  | 124  | 86   | 95   | 040.66 |

## 獲得タイトル
レアル・マドリード
- UEFAチャンピオンズリーグ 1997-98, 1999-00, 2001-02
- リーガ・エスパニョーラ 2000-01
- インターコンチネンタルカップ 1998
- スーペルコパ 1997, 2001
- UEFAスーパーカップ 2002